# Хюсеин Мевсим
Хюсеин Мевсим е литературен историк, изследовател на турско-българските културни и литературни отношения, преводач и университетски преподавател, професор в Анкарския университет.

## Биография
Роден е през 1964 г. в село Козлево, област Кърджали. През 1982 г. завършва гимназия в Момчилград, а в 1989 г. българска филология в Пловдивския университет. От 1991 г. се установява в Турция. През 2002 г. защитава магистратура, а през 2005 г. докторат в Института за социални науки на Анкарския университет. Преподава български език и литература във Факултета по език, история и география на Анкарския университет. Автор е на книги и изследвания върху българската литература, фолклор и история. Съставител и преводач на български и турски на различни антологии и сборници.